# 拉謝納加 (新墨西哥州)
拉謝納加（英語：La Cienega）是位於美國新墨西哥州聖菲縣的普查規定居民點。

## 人口
根據2020年美國人口普查的數據，拉謝納加的面積為30.20平方千米，皆為陸地。當地共有人口3885人，而人口密度為每平方千米128.64人。